# سايمون وينسير
سايمون وينسير (بالإنجليزية: Simon Wincer) (و. 1943  م) هو مخرج أفلام، ومنتج أفلام، ومخرج تلفزيوني، وكاتب سيناريو أسترالي، ولد في سيدني.

## التعليم
تعلم في Cranbrook School, Sydney ‏
.

## جوائز
حصل على جوائز منها:

جائزة الإيمي برايم تايم

## وصلات خارجية
- سايمون وينسير على موقع IMDb (الإنجليزية)
- سايمون وينسير على موقع ألو سيني (الفرنسية)
- سايمون وينسير على موقع أول موفي (الإنجليزية)
- سايمون وينسير على موقع قاعدة بيانات الأفلام السويدية (السويدية)
- سايمون وينسير على موقع إن إن دي بي (الإنجليزية)
- سايمون وينسير على موقع قاعدة بيانات الفيلم (الإنجليزية)
- سايمون وينسير على موقع كينوبويسك (الروسية)